# Matton-et-Clémency
Matton-et-Clémency is een gemeente in het Franse departement Ardennes (regio Grand Est) en telt 454 inwoners (1999). De plaats maakt deel uit van het arrondissement Sedan. Iets ten westen van Matton-et-Clémency ligt in dezelfde gemeente het iets kleinere Clémency.

## Geografie
De oppervlakte van Matton-et-Clémency bedraagt 18,5 km², de bevolkingsdichtheid is 24,5 inwoners per km².
De onderstaande kaart toont de ligging van Matton-et-Clémency met de belangrijkste infrastructuur en aangrenzende gemeenten.

## Demografie
Onderstaande figuur toont het verloop van het inwonertal (bron: INSEE-tellingen).

Vanwege een beveiligingsprobleem met de MediaWiki Graph-software is het momenteel niet mogelijk deze grafiek weer te geven. Zodra de software is bijgewerkt zal de grafiek vanzelf weer zichtbaar worden.